# Educación para la salud

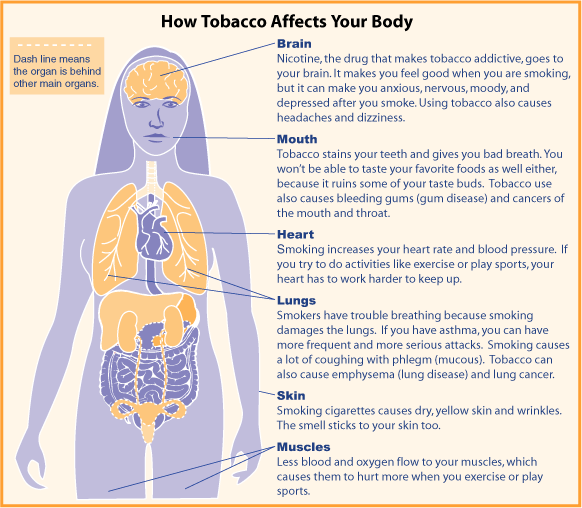
La educación para la salud muestra los efectos de las conductas insanas, como este diagrama sobre las consecuencias del tabaquismo, con el objetivo de cambiarlas.

La educación para la salud (EpS) es un proceso de enseñanza - aprendizaje planificado que conduce a la modificación de las conductas relacionadas con la salud, tras el cual las personas que reciben esta educación adoptan conductas saludables o cambian conductas perjudiciales para la salud por otras saludables.
La educación para la salud se presenta como una herramienta fundamental para promocionar la salud. Puede y debe practicarse en diferentes ámbitos, siendo los fundamentales el sanitario, el educativo y el comunitario, incluyendo en este último el ámbito laboral. Se considera una de las disciplinas más jóvenes en el ámbito de las ciencias de la salud. 
El término EpS sugería la comunicación hacia fuera y hacia abajo de conocimientos sobre la salud a individuos a los que se suponía faltos de experiencia sobre cómo evitar las enfermedades.

 La educación para la salud comprende las oportunidades de aprendizaje creadas conscientemente que suponen una forma de comunicación destinada a mejorar el alfabetismo sanitario, incluidas la mejora de los conocimientos de la población relacionados con la salud y las habilidades personales que conducen a la salud individual y de la comunidad.
OMS

Hay muchas definiciones sobre la educación para la salud, y a lo largo de los años se han ido modificando. Estos son algunos ejemplos:
- La EpS es «la suma de experiencias que modifican favorablemente los hábitos, actitudes y conocimientos relacionados con la salud individual y comunitaria»[4]
- La EpS es «la ciencia de la salud que tiene como finalidad ayudar a los individuos a conseguir la salud por sus propios actos y esfuerzos» [5]
- «Se entiende por EpS cualquier combinación de actividad de información y educación que lleve a una situación en la que la gente DESEE estar sana, SEPA qué hacer para conseguirlo, HAGA lo que pueda individual o colectivamente para mantener la salud y BUSQUE ayuda cuando lo necesite» [6]
- Es un proceso planificado y sistemático de enseñanza-aprendizaje para facilitar la adquisición, elección y mantenimiento de las prácticas saludables y dificultar las prácticas de riesgo[7]

La EpS aborda no solo la transmisión de información, sino también el fomento de la motivación, de las habilidades personales y de la autoestima necesarias para adoptar medidas destinadas a mejorar la salud. 
La EpS incluye no solo la información relativa a las condiciones sociales, económicas y ambientales que influyen en la salud, sino también la que se refiere a los factores de riesgo y comportamientos de riesgo, además del uso del sistema sanitario. 
La educación para la salud supone comunicación de información y desarrollo de habilidades personales que demuestren la viabilidad política y las posibilidades organizativas de diversas formas de actuación dirigidas a conseguir cambios sociales, económicos y ambientales que favorezcan la salud.
En el pasado, la educación para la salud se empleaba como término que abarcaba una gama más amplia de acciones, que incluían la movilización social y el activismo sanitario. Estos métodos están ahora incluidos en el término promoción de la salud, y lo que aquí se propone es una definición menos extensa de la educación para la salud para distinguir entre estos dos términos.

## Historia
La educación para la salud está ligada al concepto de salud-enfermedad que se ha manejado en las distintas épocas de la humanidad.
Tanto la cultura egipcia como la griega, la hebrea, la romana o la indígena americana se preocuparon por la limpieza del cuerpo, por la del alma y por las condiciones de higiene de las viviendas y del medio que las rodeaba, así como por lo que las personas comían y bebían y el destino final de los residuos líquidos y sólidos que excretaban sus cuerpos. Todos estos elementos se tuvieron en cuenta en las distintas épocas para explicar los problemas relacionados con la salud y la enfermedad.
Durante el XIX, se utilizó la educación para la salud para la divulgación de ciertos problemas de salud, de higiene personal e incluso para dar consejos relacionados con la agricultura, a través de libros, almanaques, periódicos o folletos. Hacia finales del siglo XIX llegó a afirmarse que, para prevenir las enfermedades y promover la salud, era necesario, como primera medida, combatir la ignorancia por medio de la educación de la población. De esta forma, se tomó la educación para la salud como base del desarrollo de los pocos servicios de salud pública existentes.
Más adelante, en el XX, con el desarrollo de algunos programas relacionados con la salud escolar, el personal de salud y los educadores fueron creando la necesidad de conocer temas relacionados con:
- El desarrollo infantil
- La alimentación y la nutrición infantil
- La higiene personal
- La salud mental
- Los accidentes
- Las drogas y el alcoholismo

Este interés dio impulso al desarrollo de la educación para la salud. En España comenzó a funcionar en 1937 la Sección de Educación Sanitaria, perteneciente al Departamento de Estadística Vital del Ministerio de Salubridad Pública. Posteriormente, en 1940, esta sección pasó a integrar el Departamento Sanitario Escolar.
Durante una época eminentemente propagandística, en algunos países se utilizó la educación para la salud para difundir entre la población informaciones relacionadas con la salud. Estas informaciones trataban de transmitirse evitando las escenas chocantes y negativas del pasado, sustituyéndolas por los mensajes agradables, alegres, con humor, positivos. La radio hizo su aparición y contribuyó en gran medida con la difusión de estos mensajes.
La Educación para la Salud empezó a reconocerse como un campo de aplicación de la Salud Pública, y comenzó a contratarse personal para que se encargara de desarrollar actividades en ese campo. Poco tiempo después se inició la formación en Educación para la Salud (ya como materia de estudio, en pie de igualdad con otras como Biología o Matemáticas) a nivel universitario, y posteriormente en escuelas de salud pública.
A mediados del XX, los educadores para la salud trabajaban directamente con las comunidades, identificando y analizando sus problemas de salud, y proponiendo soluciones.
Un hecho importante por la promoción y el desarrollo de la educación para la salud fue la creación, en 1951 en Francia, de la Unión Internacional por la Educación Sanitaria Popular. Esta asociación promovió la creación de comités y asociaciones de educación para la salud en los distintos países.
Durante las décadas de 1970 y 1980, algunas de las funciones que realizaban eran las siguientes:
- La capacitación del personal de salud y de educación en métodos y técnicas educativas, así como informar a la población sobre sus principales problemas de salud.
- La elaboración de materiales educativos y la transmisión permanente de informaciones por distintos canales sobre temas de salud prioritarios.
- La estimulación a las comunidades de conocimiento y a la adecuada utilización de los servicios de salud.
- La asesoría del componente educativo de los distintos programas institucionales.
- La realización de investigaciones y evaluaciones en educación para la salud que permitan a las instituciones tomar las decisiones más adecuadas.[8]

Algunos autores reconocidos serían:
- Galeno —escribió Hygieia, donde se daban consejos de alimentación y de la vida cotidiana. Este texto iba dirigido a la población, es decir, no estaba escrito para profesionales. Otro libro fue Regimen Sanitatis Salernitatum, también escrito de forma más coloquial, para todos los públicos.
- Florence Nightingale (1870) —fue una enfermera que creó una escuela donde explicaba cómo tratar a los enfermos y a sus familiares. Además, ayudó a que la sanidad pública despegara.

En 1921 se redactó el primer programa de EpS (Inst. Mas. 1921), donde se crea la figura de la EpS en la salud pública. Inglaterra y Canadá fueron los primeros países que empezaron a utilizar la educación para mejorar la salud pública (1922). Winslow (1923) redefinió la salud pública y propuso sus bases teóricas, dando cierta importancia a la educación. Este personaje no era médico, sino solamente un editor interesado por el mundo de la sanidad. Thomas Mc Keown y Milton Terris (1980) fueron sus seguidores como teóricos, proponiendo y renovando los postulados de Winslow. Wood, en 1926, definió el concepto de educación para la salud. Y la OMS, poco después (1946), estableció una nueva definición de salud: “La salud es un estado completo de bienestar físico, mental y social, y no consiste solo en la ausencia de la enfermedad”. Marc Lalonde (1974) desarrolló los determinantes de la salud, tan importantes para comprender que hay algo más que el aspecto biológico y orgánico que afecta a nuestra salud. Por tanto, debe darse tanta o más importancia al entorno y a los hábitos o el estilo de vida como la que se da a la biología.

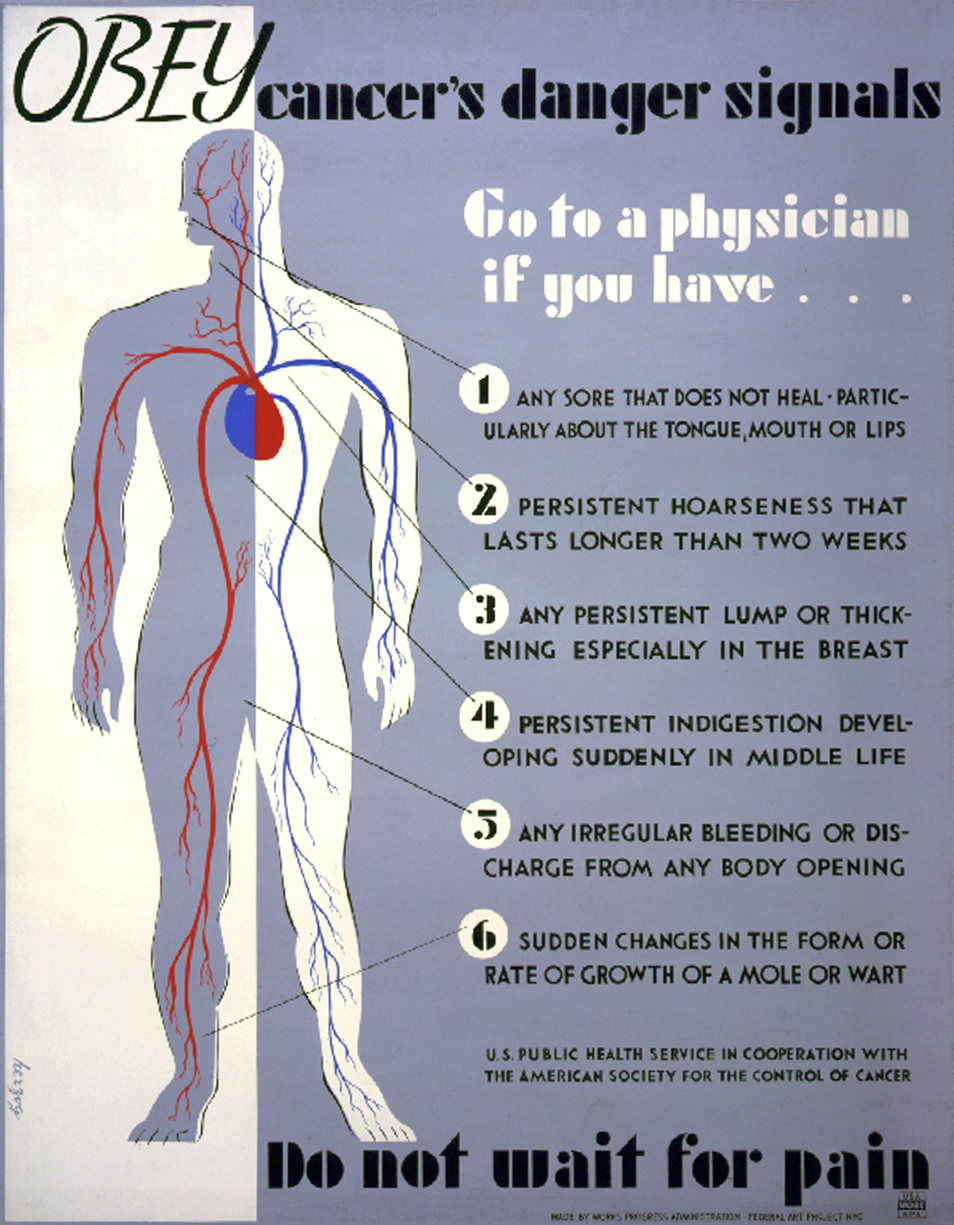
Este cartel insta a atender las posibles señales de alarma del cáncer.

## Objetivos
La EpS busca promover la responsabilidad personal, incorporando conocimientos, actitudes y hábitos saludables, y desarrollar la capacidad crítica para tomar decisiones que faciliten el cuidado de la propia salud y de la de los demás. Los objetivos de la EpS son 
- Modificar conductas negativas
- Promover nuevas conductas positivas
- Cambiar los ambientes nocivos por otros más saludables
- Capacitar al individuo para mantener una actitud activa frente a su propia salud y la de los demás

Generalmente llevan a cabo la EpS profesionales de la salud u otras personas que han sido formadas para educar (grupos sociales, asociaciones, familias, medios de comunicación...). También se denominan agentes de educación para la salud.
La intervención que lleva a cabo la educación para la salud tiene distintos objetivos sobre los educados: generales y específicos. 

### Objetivos generales
- Promover la salud como valor esencial y básico para un buen desarrollo social y personal.
- Informar a la población sobre salud, enfermedad y discapacidad, así como formarla para mejorar y proteger su propia salud, con ayuda de los servicios sanitarios.
- Eliminar o reducir comportamientos nocivos para la salud.
- Promover la concienciación del impacto de los factores ambientales y sociales sobre la salud.

### Objetivos específicos
- Motivar a la población para que cambie sus hábitos de vida y éstos sean más saludables.
- Proporcionar a la población los conocimientos necesarios para adoptar y mantener estilos de vida saludables, y capacitarla y motivarla para adoptarlos realmente.
- En su caso, impulsar cambios en el medio ambiente que favorezcan unas condiciones y conductas saludables.
- Promover la enseñanza, formación y capacitación de los agentes de EpS comunitarios, quienes capacitarán a la población.
- Aumentar la información ya conocida a través de investigaciones y evaluaciones para saber qué métodos o herramientas son más eficaces.
- Aportar la idea del continuo salud-enfermedad[10] en la vida de las personas para intervenir en todos los acontecimientos que sufre la persona a lo largo de su vida para mantener su salud o minimizar los efectos de las enfermedades.
- Aportar información adecuada sobre estilos de vida y su influencia en el bienestar físico, psíquico y social del individuo.

## Perspectivas
Al mismo tiempo, la educación de la salud, puede considerarse según dos perspectivas distintas: prevención de enfermedades o promoción de la salud.
Desde el punto de vista de la prevención, el objetivo principal es capacitar a las personas para que ellas mismas puedan gestionar su salud y evitar tanto enfermedades como conductas de riesgo. 
Desde la perspectiva de la promoción, se intenta capacitar y concienciar a la población para que pueda adoptar nuevos hábitos y estilos de vida saludables.

## Proceso de comunicación
La educación para la salud vista como un proceso de comunicación implica la transmisión de un mensaje entre emisor y receptor. Son elementos clave de este proceso el educador en salud, el mensaje y las personas a las que se dirige.
- Educador en salud: toda persona que contribuye consciente o inconscientemente a que los individuos adopten conductas beneficiosas para su salud. En este sentido, es importante destacar el papel de la familia, del personal sanitario y de los docentes.
- Mensaje: debe estar basado en hechos científicos (por ejemplo, un estudio observacional) y adaptarse a la capacidad de comprensión de quien lo recibe. Directamente se transmite de forma oral, escrita, o a través de la imagen, e indirectamente, a través del ejemplo que se deriva de las conductas y actitudes del educador en salud.
- Receptor: personas a las que se dirige el mensaje.

Debe recalcarse que el proceso informativo no es equivalente a la educación para la salud, porque en dicho proceso la comunicación entre emisor y el receptor es unidireccional. Lo que busca la EpS, como bien dice su nombre, es que se utilice una comunicación continuada, con interacción entre el emisor y el receptor. Estas premisas se encuentran en el proceso de educación.

## Proceso educativo
La educación para la salud, considerada como un fenómeno pedagógico, implica la existencia de un proceso de enseñanza-aprendizaje.
- Enseñanza: las actividades de enseñanza buscan desarrollar las facultades individuales para conseguir los objetivos de la capacitación.
- Aprendizaje: es un proceso que se construye en función de las experiencias personales y que, cuando es significativo, produce un cambio duradero en la forma de actuar, pensar y sentir de las personas.[12]

## Modelos de planificación

### Modelo PRECEDE-PROCEDE (Autor: Green y Kreuter)
- P redisposing (predisponen)
- R einforcing (refuerzan)
- E nabling (faciliten)
- C auses (causas)
- E ducational (educacional)
- D iagnosis (diagnóstico)
- E valuation (evaluación)

Este modelo fue descrito por Green y Kreuter y se diseñó como una forma de valorar las necesidades de la EpS de una comunidad. Este modelo se apoya en el principio de que la mayoría de los cambios de comportamiento son voluntarios por naturaleza.
Dicho principio se refleja en un proceso de planificación sistemático que intenta capacitar a los individuos para que participen activamente en la resolución de los problemas de la comunidad con el fin de mejorar su calidad de vida. Esto se consigue en 3 etapasː
- explicándoles los problemas, sus causas y lo que pueden hacer al respecto
- proporcionándoles las habilidades necesarias
- motivándolos para que las pongan en práctica

Los pasos básicos del modelo PRECEDE incluyen:
1. El diagnóstico social —calidad de vida
2. El diagnóstico epidemiológico —salud
3. El diagnóstico del comportamiento y del ambiente
4. El diagnóstico educacional y organizacional
  1. Factores de predisposición: son aquéllos que preceden a la conducta y que proveen aspectos racionales o motivaciones para realizarla. Aparecen en las fases de precontemplación, contemplación y preparación de las etapas del cambio.
  2. Factores de refuerzo: son condiciones de vida que actúan como barreras a la acción. También incluyen las nuevas habilidades que una persona, organización o comunidad necesita para realizar un cambio conductual o ambiental.
  3. Factores facilitadores: son la consecuencia de la acción que determina si la persona recibe una realimentación positiva o negativa, y si esa realimentación es apoyada socialmente después de ocurrir.
5. El diagnóstico administrativo
6. La implementación
7. Evaluación del proceso
8. Evaluación del impacto
9. Evaluación de resultados

Este modelo parte de diversas disciplinas para analizar los problemas sociales, la salud y los factores del comportamiento. Los factores del comportamiento se analizan más a fondo, distinguiendo los factores que facilitan la aparición de una conducta no saludable y los que refuerzan su existencia. Estos factores son los que constituyen el centro de una intervención en EpS, dirigida siempre a la adopción voluntaria de una conducta saludable.
Todas las causas de la conducta que se han identificado en los modelos de educación pueden organizarse siguiendo la clasificación propuesta por el modelo PRECEDE en su fase 4 (diagnóstico educativo y organizativo).
Pueden identificarse 3 categorías de factores que afectan a la conducta individual o colectiva. Cada uno de ellos tiene una influencia diferente en la conducta.

### Modelo PIDICE
Este modelo intenta reorientar las variables críticas que impiden que una persona se comporte saludablemente. Fue creado por Costa y López en 1996 y es una derivación del modelo «conceptual de entender el comportamiento humano denominado de las 7 esferas».

#### Fases
El acrónimo responde a las iniciales de P-reparar, I-dentificar, DI-señar, C-ambiar y E-valuar, que son las 5 fases del modelo.
En la fase de preparar se identifican y se analizan las necesidades de la población, lo que permitirá tomar la decisión de empezar o no la intervención.
En la fase de identificar, se hallan las necesidades, recursos y problemas de salud, y por otra parte, las prácticas de riesgo y los objetivos conductuales del programa.
La fase de diseñar busca establecer las condiciones personales y ambientales que hagan posible modificar las variables previamente definidas, para hacer más fáciles las prácticas saludables o más difíciles las de riesgo.
En la cuarta fase, la de cambiar, se debe estar muy atento a los posibles imprevistos que puedan aparecer, y se aconseja realizar un seguimiento adecuado, registrando todo tipo de incidencias.
El modelo PIDICE termina con la fase de evaluar. Se atribuyen razonablemente los resultados a los componentes del programa, se identifican las posibles mejoras y, sobre todo, se cimienta el propio proceso de aprendizaje de los educadores para la salud que han intervenido.

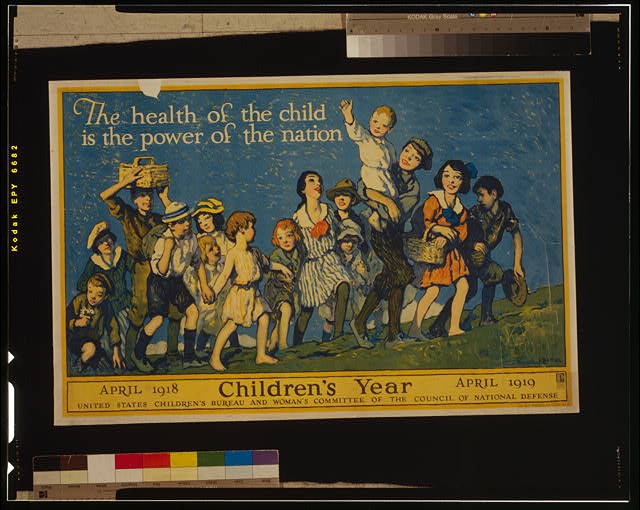
Cartel que insta a cuidar la salud de la infancia.

## Destinatarios
La salud es un aspecto fundamental en la vida de todas las personas de una sociedad. Es un derecho propio de la persona recogido en la Declaración Universal de los Derechos Humanos y en la Constitución Española .
La educación para la salud irá dirigida a toda persona, colectivo o situación en la que sea necesario promover y capacitar sobre la salud.
Los destinatarios pueden dividirse en 3 grupos:
- Destinatarios sanos:

Son los más importantes. Pese a estar sanos, lo que se busca es que lleguen a capacitarse tanto física como social y mentalmente.
Los campos más importantes son: escuela, mundo laboral, comunidad, domicilio, centro de salud, lugar de reunión...
Va dirigida a: niños, adolescentes, adultos y ancianos. Deportistas, profesionales de salud, inmigrantes, maestros...
- Destinatarios enfermos:

Los destinatarios enfermos son más moldeables, ya que desean recuperar la salud. Por tanto, la capacitación para que adopten unos buenos hábitos de vida es más sencilla y potente en este grupo. Los campos más importantes son centros de salud, hospitales, centros de día, residencias, domicilios, asociaciones...
Va dirigida a: gente con discapacidades, deportistas, gente con problemas de salud mental, anorexia, bulimia.
- Población en riesgo

Este grupo está constituido por las personas que, debido a ciertas características biológicas, físicas o sociales, tienen una mayor probabilidad de desarrollar determinadas enfermedades o sufrir intoxicaciones o accidentes.
Va dirigida a: 
- bebés, niños, mujeres embarazadas, mujeres en período de lactancia, personas mayores, obesos
- personas que manipulen maquinaria peligrosa como chóferes de camiones, pilotos de avión o personas que realicen un trabajo muy estresante
- población con problemas de exclusión social como inmigrantes, prostitutas o presos
- personas que ingieren sustancias tóxicas y adictivas como el tabaco, drogas, alcohol

Siempre teniendo en cuenta a la propia persona, así como a su familia y entorno.

### Agentes
La educación para la salud forma parte de una perspectiva de mejora general de la salud. Se interesa por las actitudes y comportamientos de salud, estilos de vida actuales o potenciales. Reúne enfoques que tienen como objetivo ayudar, motivar y educar a la gente para mantener y mejorar su salud. Todos los profesionales con influencia sobre la salud de la población, incluidos los profesionales en el ámbito social, salud y educación en general, pueden ser agentes de la educación para la salud.

## Marco legal

### Contexto internacional
La educación para la salud se impulsó de manera notable en el ámbito de la atención primaria durante la Conferencia Internacional sobre atención primaria de la OMS que tuvo lugar en 1978 en Alma-Ata. Se definió la estrategia “Salud para todos en el año 2000”. Estas condiciones sanitarias mínimas conforman la atención primaria de salud, en la que destaca la educación para la salud como la primera de las 8 actividades fundamentales de esta atención primaria. 
Durante la Conferencia de Ottawa sobre Promoción de la Salud (1986), primera internacional en este ámbito, los principios que se habían ido elaborando se concretan en un importante documento conocido como "La Carta de Ottawa" (Declaración de Ottawa para la promoción de la salud), en la que se define un nuevo concepto de salud más positivo, más integral, valorando tanto los recursos sociales e individuales como las capacidades físicas. De esta forma, la promoción de la salud exige la acción concertada de todos: gobernantes, el sector sanitario y otros sectores sociales y económicos, ONG, autoridades locales, industrias y servicios. Los individuos intervienen durante toda su vida, ya sea como tales individuos, como familias o como comunidades.
La intervención en la promoción de la salud significa que debe elaborarse una adecuada política de salud pública (política sanitaria), conseguir que el medio socioambiental sea favorable para la salud, reforzar la acción comunitaria, adquirir unas actitudes individuales y reorientar los servicios de salud.
El 29 de marzo de 1996, el Parlamento Europeo —mediante la Decisión 645/96 del Programa de acción comunitario de promoción, información, educación y formación en materia de salud, determinó que la EpS es indispensable en las escuelas y en los ámbitos laboral, sanitario y social, además de otras acciones de formación, información y prevención, para conseguir los objetivos de salud necesarios para la población europea.
Durante la IV Conferencia Internacional de Promoción de la Salud, que tuvo lugar en Yakarta en 1997, se hizo mención claramente de la necesidad de la EpS para la población como herramienta para mejorar la salud, tanto individual como colectiva, ya que la nueva visión de entender los determinantes de la salud que se identificaron tiene mucho que ver con los estilos de vida, los hábitos, los entornos y las circunstancias que fundamentalmente deberían abordarse desde estrategias de promoción de la salud y mediante herramientas como la EpS.
En 1998, la OMS aprobó la política de “Salud para todos en el siglo XXI”. En este marco se establecieron las prioridades globales para las dos primeras décadas del siglo XXI y también los objetivos que deben crear las condiciones necesarias para que las personas de todo el mundo logren y mantengan el máximo nivel de salud posible.
En 2002, se reflexionó sobre las mejores evidencias acumuladas y el impacto de las escuelas promotoras de salud, y se identificaron los pasos esenciales para elaborar un programa de promoción de la salud en las escuelas.

### Contexto español
La influencia de la OMS se constató con la publicación de la Ley 14/1986, general de sanidad, donde se expone que el sistema sanitario debe orientarse prioritariamente a la promoción de la salud, la prevención de la enfermedad y la promoción del interés individual y colectivo para la salud mediante la adecuada educación para la salud de la población.
En 1989 se suscribió un convenio de colaboración para facilitar las acciones conjuntas de EpS en los centros escolares de todas las comunidades autónomas.
Al año siguiente, se publicó la Ley orgánica 1/1990, de ordenación general del sistema educativo (LOGSE), que definía los contenidos que debían estar presentes a través de las diferentes áreas formativas, y se trataba de temas transversales.
Posteriormente el Ministerio de Educación impulsó que las escuelas trabajaran la EpS mediante la adhesión a la Red Europea de Escuelas Promotoras de Salud (REEPS). El objetivo principal es conseguir una escuela saludable que facilite la adopción por toda la comunidad educativa de estilos de vida sanos en un ambiente favorable para la salud.
La Ley orgánica 2/2006, de educación (LOE), recoge entre sus fines y principios la transmisión de los valores que favorecen la libertad personal, la responsabilidad, la ciudadanía democrática, la solidaridad, la tolerancia, la igualdad, el respeto y la justicia, que son la base de una vida común
Para todos los niveles de la enseñanza obligatoria, la LOE establece objetivos encaminados a desarrollar las capacidades afectivas y psicosociales del alumnado.